# San Pablo de los Gallos
San Pablo de los Gallos är en ort i Mexiko, tillhörande Cuautitlán Izcalli kommun i delstaten Mexiko. San Pablo de los Gallos ligger i den centrala delen av landet och tillhör Mexico Citys storstadsområde. Orten hade 1 417 invånare vid folkmätningen 2010.